# Effi Briest (film, 1974)
Pour les articles homonymes, voir Effi Briest.
Pour plus de détails, voir Fiche technique et Distribution.
Effi Briest (Fontane Effi Briest) est un film allemand réalisé par Rainer Werner Fassbinder, sorti en 1974.

## Synopsis
Au XIXe siècle, une jeune femme entretient une liaison extraconjugale avec un coureur de jupons charismatique mais cela n'est pas sans conséquence sur son propre mariage. 

## Fiche technique
- Titre : Effi Briest
- Titre original : 
  - Titre court : Fontane Effi Briest
  - Titre long : Fontane Effi Briest oder: Viele, die eine Ahnung haben von ihren Möglichkeiten und Bedürfnissen und dennoch das herrschende System in ihrem Kopf akzeptieren durch ihre Taten und es somit festigen und durchaus bestätigen[1]
- Réalisation : Rainer Werner Fassbinder
- Scénario : Rainer Werner Fassbinder, d'après le roman éponyme de Theodor Fontane
- Photographie : Jürgen Jürges et Dietrich Lohmann
- Montage : Thea Eymèsz
- Décors : Kurt Raab
- Production : Rainer Werner Fassbinder
- Pays de production : Allemagne de l'Ouest
- Format : noir et blanc - 1,37:1 - mono
- Genre : drame
- Durée : 140 minutes
- Date de sortie : 1974

## Distribution
- Hanna Schygulla : Effi Briest
- Wolfgang Schenck : Baron Geert von Instetten
- Ulli Lommel : Major Crampas
- Lilo Pempeit : Louise von Briest, la mère d'Effi
- Herbert Steinmetz : M. Briest, le père d'Effi
- Ursula Strätz : Roswitha
- Irm Hermann : Johanna
- Karlheinz Böhm : le conseiller Wüllersdorf
- Barbara Lass : la cuisinière polonaise
- Hark Bohm : le pharmacien Gieshübler
- Rudolf Lenz (de) : le conseiller Rummschüttel
- Barbara Valentin : Marietta Tripelli, la chanteuse
- Karl Scheydt : Kruse
- Theo Tecklenburg : le pasteur Niemeyer
- Eva Mattes : Hilda
- Andrea Schober : Annie
- Anndorthe Braker : Mme Pasche
- Peter Gauhe : le cousin Dagobert